# Astra mod.600

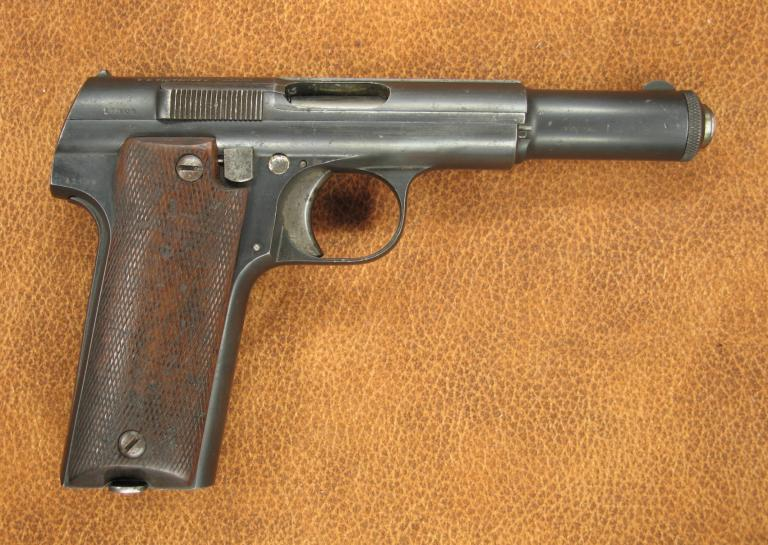
Un P. 600/43 utilisé par les soldats allemands sur le Front de l'est.

Dérivé de l'Astra 400, l'ASTRA Mod.600 est légèrement plus compact et chambré en 9mm Parabellum.
C’est une arme rustique, le canon est verrouillé dans la carcasse, le démontage se fait simplement en tournant le bouton de verrouillage du canon et en repoussant simultanément le bushing. 
Un fort ressort retarde l’ouverture de la culasse.
Malgré tout, c’est une arme précise si les pièces mécaniques sont bien polies et les divers ressorts allégés : canon fixe, glissière sur toute la longueur, bushing y contribuent fortement.
Le poids de départ de la détente dépasse 4kg et est filant : il convient de le réduire et de changer le ressort de rappel de percuteur extrêmement rigide.
Une fois bien travaillé, ce pistolet est d’une redoutable précision

## Diffusion
Le modèle 600 fut fourni à la Wehrmacht à partir de 1943 à 10 450 exemplaires livrées en mai et juin 1944. Les livraisons cessèrent face à la situation militaire sur la France mais le contrat fut honoré bien plus tard en 1950 et 1951. La République Fédérale Allemande, pour armer ses policiers demandera aux alliés la possibilité de se faire livrer le solde des armes payées en 1944. En 1950, une première livraison de 3 500 unités eut lieu, suivie en 1951 du solde du contrat initié pendant le conflit et correspondant à 31 350 Mod.600 supplémentaires.
Les autres nations qui importèrent l'Astra Mod.600 sont :
- Portugal, 800 exemplaires ;
- Chili, 450 exemplaires ;
- Jordanie, 200 exemplaires ;
- Turquie, 200 exemplaires ;
- Philippines, Costa Rica, Égypte en petites quantités.

En 1958, l'Astra mod.600 est légèrement modifié (ajout d'un chien externe, déplacement de la sureté manuelle à l'arrière de la crosse, nouveau verrou de chargeur) pour devenir l'Astra mod.800 Condor (abandonné en 1969 après 11 400 pistolets produits), qui ne convainc pas les polices et armées étrangères plus portés vers les Walther P38, Browning GP35 ou Tokarev TT 33.

## Données numériques de l'Astra mod.600
- Munition : 9 mm Parabellum
- Longueur : 20,5 cm
- Longueur du canon : 13,5 cm
- Poids non chargé : -
- Poids chargé : 1,08 kg
- Capacité : 8 coups

## Sources
- Luc Guillou, Philippe Gourio, Les Pistolets Astra, Éditions Pardès, 1991